# Paul Loga
Serge-Paul Loga (Douala, 14 agosto 1969) è un ex calciatore camerunese, di ruolo centrocampista.